# Битва при Трикамаре
Битва при Трикамаре состоялась 15 декабря 533 года между войсками Византийской империи и Вандальского королевства вскоре после византийской победы в битве при Дециме, которая привела к захвату Карфагена. Войска империи находились под командованием Велизария, войском Вандальского Королевства командовали король Гелимер и его брат Цазон. Результатом стала ликвидация власти вандалов в королевстве и, как следствие, завоевание («реконкиста») Северной Африки императором Юстинианом I.

## Предыстория
После решительной византийской победы в битве при Дециме, Велисарий и его армия вошли в Карфаген. Вандальский король Гелимер бежал на равнину Буллы, по дороге, ведущей в Нумидию (около 150 км к западу от Карфагена, сейчас это западные границы современного Туниса). Он знал, что в его нынешнем состоянии он не сможет сразиться с Велизарием лицом к лицу, поэтому он послал вестников к своему брату Цазону, который находился в Сардинии с 5-тысячным войском при 150 кораблях. Туда он был ранее направлен самим Гелимером для подавления местных беспорядков и, вероятно, для усиления своего влияния. Получив данное сообщение Цазон вернулся в Северную Африку.
Между тем, Гелимер также предпринимал попытки разделения сил Велизария. Он предлагал награду местным пуническим и берберским племенам за голову каждого византийского воина, послал агентов в Карфаген, чтобы попытаться убедить византийских гуннских наемников — жизненно важных для успеха Велизария в сражении при Дециме — предать его. Попытка призвать на помощь вестготов из Испании не привела к успеху, так как Карфаген уже пал под напором византийцев, а развязывать войну с Юстинианом вестготы не хотели.
Цазон и его армия присоединилась к Гелимеру в начале декабря и Гелимер почувствовал, что его войска уже достаточно сильны, чтобы предпринять наступление. С двумя братьями во главе вандальская армия на пути в Карфаген разрушила акведук, который снабжал большую часть города водой.
В свою очередь Велизарий укрепил город за двенадцать недель, прошедших с битвы при Дециме. Вдобавок он знал об агентах Гелимера в городе и больше не доверял гуннам в своей армии. Не дожидаясь возможного предательства во время осады, Велизарий выдвинулся из города навстречу с конницей впереди, византийской пехотой в середине, а гунны разместились в хвосте колонны. Местные берберские племена, благодаря подаркам Велизария, сохраняли нейтралитет и не вмешивались в борьбу византийцев и вандалов, к чему их призывал Гелимер.

## Битва
Армии встретились у Трикамара, что около 50 км к западу от Карфагена, и византийская конница первой атаковала силы вандалов, отбросив их к своему лагерю. Ближе к вечеру в бой вступила отставшая в походе византийская пехота и яростно атаковала пехоту вандалов, добившись ощутимого успеха. Во время атаки византийской кавалерии Цазон был убит на глазах Гелимера. Аналогично, как это произошло в битве при Дециме, Гелимер потерял самообладание при виде смерти брата. Ряды вандалов начали отступать, а вскоре бежали. Когда византийцы подступили вплотную к лагерю, Гелимер тайно бежал в Нумидию с тем, что осталось от его армии, потеряв более 3000 человек убитыми или взятыми в плен. Остальные вандалы, узнав об этом, тоже разбежались вместе со своими семьями. Велизарий двинулся на город Гиппон, который открыл для него свои ворота.

## Значение и последствия
Гелимер понял, что его королевство окончательно уничтожено, поэтому попытался скрыться в Испании, где на тот момент ещё оставались жить некоторые вандалы, не последовавшие когда-то за главными силами в Северную Африку. Однако византийцы узнали об этих планах и сумели перекрыть ему доступ в Испанию. Тогда он был вынужден укрыться в горах Туниса с берберами. В следующем году он был найден и окружён византийскими войсками. Не сразу, но в итоге он всё же сдался Велизарию. Вандальского королевства окончательно не стало, а их провинции в Сардинии, Корсике и на Балеарских островах перешли под контроль Юстиниана I. Считается, что именно с победой при Трикамаре византийцы восстановили контроль над Северной Африкой, что послужило толчком для дальнейшего, временного, воссоединения Западной Римской империи и Восточной.